# Aymerick Gally
Aymerick Gally, né le 30 mars 1997 à Nouméa, est un escrimeur français pratiquant l'épée.

## Biographie

### Jeunesse
Gally naît d'une mère judokate et d'un père pentathlète militaire. Il découvre l'escrime à l'occasion d'un camp d'été. Il débute au fleuret dans son premier club mais se tourne finalement vers l'épée, motivé par la performance de Fabrice Jeannet aux Jeux olympiques d'été de 2008.

### Carrière
En 2017, Gally rejoint l'Institut national du sport, de l'expertise et de la performance (INSEP). La même année, il remporte la médaille d'or aux championnats d'Europe U20 à Plovdiv, exploit réitéré deux ans plus tard dans la même ville, en U23 cette fois, aux côtés de Clément Dorigo, Luidgi Midelton et Paul Allègre. Entre ces deux victoires, il est sacré vice-champion d'Europe U23 en individuel.
Il est licencié à l'Académie Beauvaisienne d'Escrime depuis 2020, où il rejoint deux de ses coéquipiers : Dorigo et Midelton.
Bien qu'il n'ait pas été sélectionné comme titulaire dans un premier temps, il participe finalement aux Jeux olympiques d'été de 2020 à Tokyo en tant que remplaçant pour l'équipe d'épée masculine.
À la suite de cet événement, il se lance dans la coupe du monde 2021-2022. Il y atteint son premier podium de coupe du monde en individuel lors du Grand Prix de Doha (Qatar)

## Palmarès
- Épreuves de coupe du monde
  -  Médaille d'argent en individuel au Grand Prix de Doha sur la saison 2021-2022[6]
- Championnats d'Europe
  -  Médaille d'argent par équipes aux championnats d'Europe 2018 à Novi Sad
- Jeux méditerranéens
  -  Médaille de bronze en individuel aux Jeux méditerranéens de 2018 à Tarragone
- Championnats de France
  -  Médaille de bronze par équipes (Rodez Aveyron) aux championnats de France 2017 à Tarbes
  -  Médaille de bronze par équipes (Rodez Aveyron) aux championnats de France 2019 à Fontaine

## Classement en fin de saison
| Année | 2018 | 2019 | 2020 | 2021 | 2022 |
| ----- | ---- | ---- | ---- | ---- | ---- |
| Rang  | 99   | 93   | 99   | 87   | 26   |